# Super Lovers
Super Lovers (яп. スーパーラヴァーズ Су:па:равуа:дзу, неоф.рус.«Больше, чем возлюбленные») — сёнэн-ай манга, написанная и проиллюстрированная Миюки Абэ, автором Hakkenden: Touhou Hakken Ibun. Премьера первого сезона аниме-адаптации производства студии Studio Deen состоялась 6 апреля 2016 года, а второго 12 января 2017 года.

## Сюжет
Хару решил, не по своей воле, посетить Канаду, дабы провести летние каникулы в доме своей волевой матери Харуко, которая заявила, что она на «грани смерти», чтобы взвалить на него ответственность за заботу о недавно «подобранном щенке». На самом же деле щенком оказался маленький антисоциальный мальчик по имени Рэн, который никому не доверяет и предпочитает гулять с собаками Харуко. Харуко поручила Хару задание, заботиться о новом братике и помочь ему адаптироваться в современном «цивилизованном» обществе. Со временем их отношения улучшаются и Хару обещает Рэну, что когда закончит школу, он заберёт своего младшего брата в Японию, чтобы жить всем вместе, также и с другими братьями-близнецами, Аки и Симой. Но, по возвращении в Японию, Хару попадает в аварию, в которой погибают его отец и мачеха. Из-за несчастного случая Хару потерял свои воспоминания об этом лете. А спустя 5 лет Рэн приезжает в Японию и заявляет, что будет жить с Хару, называя его своим братом.

## Список персонажей

### Семья Кайдо
Хару Кайдо (яп. 海棠 晴 Кайдо: Хару) — старший брат и глава семьи Кайдо. На четверть канадец. Повстречался с Рэном когда приехал в Канаду к своей матери. Хоть мальчик и был весьма враждебно к нему настроен, он всё же сумел открыть его сердце. После автокатастрофы потерял воспоминания о том лете, когда ездил в Канаду и познакомился с Рэном. При новой встрече с Рэном, был не очень заинтересован в братских отношениях, но снова, и достаточно быстро, привязывается к новому брату. Страдает «братским комплексом», и утверждает, что кроме своих братьев, никого больше не любит. Работал хостом под псевдонимом Нацу (яп. 夏 Нацу), но, ради Рэна, ушёл из клуба и открыл кафе «Белый Клык». В детстве над ним насмехались из-за странного цвета глаз, и лишь Рэн счёл их удивительными и красивыми. Проявляет ответную симпатию к Рэну.
Сэйю: Томоаки Маэно
Рэн Кайдо (яп. 海棠 零 Кайдо: Рэн) — четвёртый и самый младший брат семьи Кайдо. Ранее был диким антисоциальным мальчиком, который никому не доверял. После того, как встретил Хару, его жизнь постепенно изменилась, он стал привыкать к жизни в обществе. Рэн имеет спокойный и уравновешенный характер, он очень честный и умный для своего возраста, не любит, когда его называют ребёнком. После переезда в Японию, поступил в старшую школу и завёл друга. По словам Харуко, есть вероятность, что при рождении ему было дано имя Аллен, а его биологическая мать была наркоманкой, продавшей его за дозу. Однако, это не было подтверждено. Рэн не доверяет и боится тех людей, которые проявляют к нему доброту или милосердие. Испытывает симпатию к Хару.
Сэйю: Дзюнко Минагава
Аки Кайдо (яп. 海棠 亜樹 Кайдо: Аки) — второй брат семьи Кайдо. Он дерзок и упрям, в отличие от близнеца Симы. Имеет небольшой «братский комплекс», по отношению к Хару и Симе. По началу не очень любил Рэна, но со временем, когда братья начали жить все вместе, его чувства потеплели. Учится в университете и работает дизайнером в агентстве.
Сэйю: Ёсицугу Мацуока
Сима Кайдо (яп. 海棠 蒔麻 Кайдо: Сима) — третий брат семьи Кайдо. Обладает более спокойным характером, чем Аки, и выше своего брата-близнеца на пол головы. В отличие от Аки, проявляет больше понимания к вещам, связанным с Рэном. Учится в университете и подрабатывает репетитором.
Сэйю: Такума Тэрасима
Такаcи Кайдо (яп. 海棠 崇 Кайдо: Такаcи) — биологический отец Хару, погиб в автокатастрофе.
Сэйю: Тэруаки Огава
Рури Кайдо (яп. 海棠 留理 Кайдо: Рури) — мачеха Хару, погибла в автокатастрофе.
Сэйю: Юко Сасаки

### Родственники семьи Кайдо
Нацуо Сиба (яп. 斯波夏生 Сиба Нацуо) — двоюродный брат Хару, Аки и Симы. Работает хостом под псевдонимом Нацу (яп. 夏 Нацу). Из-за рабочего имени и сильного внешнего сходства его часто сравнивают с Хару. Может быть очень откровенным, а временами и весьма опрометчивым. Он довольно ленив, и долгое время не убирал в квартире после акта мести бывшей девушки. До недавних пор, около десяти лет, жил на Гавайях. Туда его увез отец, скрываясь от людей, которым задолжал большую сумму, а также от семьи Кайдо, у которых тоже занял денег. По этой причине Такаси и Рури Кайдо, а после их смерти и Хару, пришлось много работать, чтобы содержать семью и поставить близнецов на ноги. Будучи ребёнком, Нацуо сильно привязался к Такамуре-сэнсэю, когда тот, работая в больнице, заботился о нём.
Сэйю: Такуя Сато
Харуко Даниэла Дикманн (яп. 春子・D・ディークマン Харуко Ди Ди:куман) — биологическая мать Хару и приёмная мать Рэна. Харуко может показаться равнодушной, увлечённой только своими делами и работой, однако, она обожает Рэна и, вероятно, приютила его потому, что он напоминает ей Хару. Воспитывала Рэна после того, как Хару вернулся в Японию. Является членом ЦЕРН и дружит с Микико. Не любит, когда Хару называет её «мамой», и требует, чтобы он обращался к ней «Харуко-сан».
Сэйю: Ацуко Танака

### Старшая школа Сорё
Сиро Такамура (яп. 篁志朗 Такамура Сиро:) — работает медбратом в старшей школе Сорё, несмотря на лицензию врача. Он очень заботливый и спокойный, достаточно редко выражает свои эмоции. Рэн часто донимает его вопросами на тему полового воспитания, из-за чего Сиро испытывает неловкость. В прошлом работал врачом в больнице, куда была госпитализирована мать Нацуо. Часто брал в магазин маленьких Хару и Нацуо, чтобы купить им мороженое.
Сэйю: Рётаро Окиаю
Дзюдзэн Куросаки (яп. 黒崎 十全 Куросаки Дзю:дзэн ) — лучший друг и одноклассник Рэна. Очень общительный и дружелюбный. Живёт в студенческом общежитии рядом со школой.
Сэйю: Дзюн Фукусима
Кири Кондо (яп. 近藤 紀里 Кондо: Кири) — старшеклассница и лучшая подруга Рэна ещё со средней школы. Она жизнерадостна и беспечна. Рэн занимается дрессировкой её пса, который бывает послушным только когда он находится рядом.
Сэйю: Рёко Сирайси
Акира Эномото (яп. 榎本 瑛 Эномото Акира) — старшеклассник, презрительно относящийся к другим людям. Он груб, хитер и эгоистичен, а также довольно умён и, как Рэн, является стипендиатом. Акира всегда бесстрастен и спокоен, поэтому трудно сказать о чём он думает. После развода родителей переехал с Хоккайдо в Токио, сейчас живёт в студенческом общежитии. У него есть сестра, Сэри, дочь флористки Кихо Савады из магазина, находящегося по соседству с кафе «Белый Клык». Акира является одним из троих членов «Клуба Коз», вместе с Рэном и Дзюдзэном. Его основная работа заключается в уходе за пастырской собакой, Президентом.
Ито (яп. 伊藤 Ито) — классный руководитель Рэна, а также учитель физкультуры.

### Друзья семьи Кайдо
Икуёси Сасаки (яп. 佐々木 郁芳 Сасаки Икуёси) — бывший хост и сотрудник Хару, с дружественной и живой манерой общения. Он восхищается Хару и следом за ним ушёл из хост-клуба, чтобы работать в его кафе «Белый Клык». Ласково называет Рэна «Рэн-Рэн». Его семья — фермеры из Тибы, поставляют в кафе Хару самые свежие овощи.
Сэйю: Аюму Мурасэ
Сэйдзи Такамори (яп. 高森 清次 Такамори Сэйдзи), имеет псевдоним Киёка (яп. (清華  Киёка), — лучший друг Хару ещё со времен старшей школы. Одевается в женскую одежду и называет себя Киёкой. Помог Хару, когда он решил открыть своё кафе, также работает в баре «Белого Клыка».
Сэйю: Мицуки Сайга
Микико Касиваги (яп. 柏木 幹子 Касиваги Микико) — подруга Харуко. Работает адвокатом и помогает семье Кайдо, присматривает за братьями. Так же, как и Харуко, она очень эксцентрична.
Сэйю: Ёко Соми
Старик Онодэра (яп. 小野寺 のじいさん Старик Онодэра) — арендодатель квартиры, в которой раньше жил Хару. Теперь в ней живёт Икуёси, а этажом ниже Такамура-сэнсэй. Под крыльцом дома старика однажды поселилась меленькая собачка, которую он принял за тануки (енотовидную собаку) и начал подкармливать. Заботу о питомце взял на себя Рэн, впоследствии назвав его Тануки.
Сэйю: Симпати Цудзи

### Другие
Тисато Татибана (яп. 橘 千里 Татибана Тисато) — наследник крупной корпорации. Заинтересован в Нацуо, всегда посещает клуб в его рабочий день. Из-за своей симпатии к хосту даже расторгнул помолвку.
Аи Нацукава (яп. 夏川愛 Нацукава Аи), часто называют Аи-тян (яп. 愛ちゃん Аи-тян), — ученица Симы и первогодка средней школы. Так как её родители развелись, живёт с бабушкой и дедушкой.
Сэйю: Аой Юки
Роб (яп. ロブ Робу) и Фуми (яп. フミエ Фуми) — супруги, заботившиеся о Харуко и Рэне, когда те жили в Канаде. Фуми также является тётей Харуко по материнской линии.
Сэйю: Эйдзи Миясита и Каору Катакай

## Манга
С 30 октября 2009 года Миюки Абэ начала выпускать мангу в журнале Сиэль издательства Kadokawa Shoten, а в 2014 году перешла в журнал Изумруд того же издательства. По состоянию на сентябрь 2017 года было опубликовано 11 томов.

#### Список томов
| №  | Дата публикации                                                  | ISBN                                                                 |
| -- | ---------------------------------------------------------------- | -------------------------------------------------------------------- |
| 1  | 28 июля 2010 года                                                | ISBN 978-4-04-854500-6                                               |
| 2  | 26 ноября 2010 года                                              | ISBN 978-4-04-854562-4                                               |
| 3  | 28 июня 2011 года                                                | ISBN 978-4-04-854644-7                                               |
| 4  | 28 ноября 2011 года                                              | ISBN 978-4-04-120074-2                                               |
| 5  | 30 августа 2012 года                                             | ISBN 978-4-04-120388-0                                               |
| 6  | 1 ноября 2013 года                                               | ISBN 978-4-04-120900-4                                               |
| 7  | 1 августа 2014 года                                              | ISBN 978-4-04-101894-1                                               |
| 8  | 1 августа 2015 года                                              | ISBN 978-4-04-103300-5                                               |
| 9  | 30 апреля 2016 года                                              | ISBN 978-4-04-104150-5                                               |
| 10 | 1 января 2017 года 1 января 2017 года (ограниченное издание)     | ISBN 978-4-04-104151-2 ISBN 978-4-04-104152-9 (ограниченное издание) |
| 11 | 1 сентября 2017 года 1 сентября 2017 года (ограниченное издание) | ISBN 978-4-04-105295-2 ISBN 978-4-04-105294-5 (ограниченное издание) |

## Аниме
Режиссёром аниме-адаптации манги стал Синдзи Исихира, сценаристом Ёсико Накамура, анимацией занималась студия Studio Deen, за дизайн персонажей отвечал Мики Такихара. Премьера 10-серийного аниме-сериала состоялась 6 апреля 2016 года. Двухсерийная OVA выпускалась в качестве бонусов к эксклюзивным ограниченным изданиям 10 и 11 томов манги с 1 января по 1 сентября 2017 года. Второй сезон был анонсирован в финальном эпизоде первого сезона. Его премьера состоялась 12 января 2017 года. Серия транслировалась на телеканалах AT-X, Tokyo MX, SUN, BS11, TVS, CTC, tvk, GBS и TVQ.

#### Список серий
| Super Lovers | Super Lovers                                     | Super Lovers        |
| № серии      | Название                                         | Трансляция в Японии |
| ------------ | ------------------------------------------------ | ------------------- |
| 1            | Лесная зелень «Синрин Мидори» (森林緑)           | 6 апреля 2016 года  |
| 2            | Чёрные глаза «Курой Мэ» (黒い目)                 | 13 апреля 2016 года |
| 3            | Белое рождество «Сиро Курисумасу» (白クリスマス) | 20 апреля 2016 года |
| 4            | Молодая трава «Вакай Куса» (若い草)              | 27 апреля 2016 года |
| 5            | Цветение вишни «Сакура но Хана» (桜の花)         | 4 мая 2016 года     |
| 6            | Облачное небо «Кумори Сора» (曇り空)             | 11 мая 2016 года    |
| 7            | Белый клык «Ховайто Фангу» (白い牙)              | 18 мая 2016 года    |
| 8            | Синее небо «Аой Сора» (青空)                     | 25 мая 2016 года    |
| 9            | Сезон дождей «Амэ но Си:дзун» (梅雨)             | 1 июня 2016 года    |
| 10           | Летний шторм «Нацу но Араси» (夏の嵐)            | 8 июня 2016 года    |

| Super Lovers 2 | Super Lovers 2                                                 | Super Lovers 2       |
| № серии        | Название                                                       | Трансляция в Японии  |
| -------------- | -------------------------------------------------------------- | -------------------- |
| 1              | В розовом «Момоиро но» (桃色の)                                | 12 января 2017 года  |
| 2              | Золотая звезда «Кин но Хоси» (金の星)                          | 19 января 2017 года  |
| 3              | Невинная ложь «Цуми но Най Усо» (罪のない嘘)                   | 26 января 2017 года  |
| 4              | Потеря самообладания «Дзико Сэйгё но Со:сицу» (自己制御の喪失) | 2 февраля 2017 года  |
| 5              | Чёрное и белое «Куро то Сиро» (黒と白)                         | 9 февраля 2017 года  |
| 6              | Морская лазурь «Кайё: но Буру:» (海洋のブルー)                 | 16 февраля 2017 года |
| 7              | Сладкий персик «Амаи Момо» (甘い桃)                            | 23 февраля 2017 года |
| 8              | Густой туман «Но:му» (濃霧)                                    | 2 марта 2017 года    |
| 9              | Луч надежды «Кибо: но Сёко:» (希望の曙光)                      | 9 марта 2017 года    |
| 10             | Счастливые дни «Сиавасэна Хиби» (幸せな日々)                   | 16 марта 2017 года   |

### Музыка
Композиторами серии стали Ясухару Таканаси, Кэндзи Като и Сюдзи Катаяма из группы Team-MAX.
- Открывающие композиции

Okaeri. (яп. おかえり。) исполняет Юсукэ Ята
Hare-Iro Melody (яп. 晴レ色メロディ) исполняет Юсукэ Ята
- Закрывающие композиции

Happiness You & Me (яп. ハピネスYou&Me) исполняют Kaidou 4 Kyoudai
Gyun to Love Song (яп. ギュンとラブソング) в исполнении Kaidou 4 Kyoudai
Состав группы Kaidou 4 Kyoudai: Дзюнко Минагава, Томоаки Маэно, Ёсицугу Мацуока, Такума Тэрасима.